# جون موسى (لاعب كرة قاعدة)
جون موسى (بالإنجليزية: John Moses)‏ هو لاعب كرة قاعدة أمريكي، ولد في 9 أغسطس 1957 في لوس أنجلوس في الولايات المتحدة.

## وصلات خارجية
- جون موسى على موقع دوري كرة القاعدة الرئيسي (الإنجليزية)
- جون موسى على موقعبيزبول رفرنس.كوم (الدوري الرئيسي) (الإنجليزية)
- جون موسى على موقعبيزبول رفرنس.كوم (الدوري الثانوي) (الإنجليزية)
- جون موسى على موقع مشجعي الرسوم البيانية (الإنجليزية)